# BA-3/6
La BA-3, abbreviazione della dicitura completa Broneavtomobil 3, era un'autoblindo pesante sviluppata in Unione Sovietica nel 1933, seguita nel 1936 dalla versione leggermente modificata BA-6.
Entrambi i modelli erano basati principalmente sulla BA-I, con l'importante novità costituita da una nuova torretta, la stessa dei carri armati T-26 e BT-5, armata di cannone da 45 mm. Gli stabilimenti di Izhorskij e di Vyksunskij produssero circa 180 BA-3 fino al 1935, seguite da 386 BA-6 realizzate tra il 1936 e il 1938 da parte degli stabilimenti Izhorskij. La maggior parte delle BA-3 vennero realizzate sul telaio del Ford-Timken, versione 6×4 dell'autocarro 4×2 statunitense Ford Model AA, mentre l'ultimo lotto era basato sulla copia russa dello stesso telaio, il GAZ-AAA, che venne utilizzato anche per la successiva BA-6. Il principale limite di questa famiglia di autoblindo risiedeva nella sua mobilità, limitata ai percorsi stradali o a terreni molto solidi dall'eccessivo peso. Per ovviare parzialmente a questo limite vennero introdotti dei cingoli che potevano essere montati sui due assali posteriori, convertendo così la blindo in un semicingolato.
Esteriormente le due versioni erano molto simili. Sulla BA-6, rispetto alla precedente BA-3, venne rimosso il portellone posteriore, mentre il miglioramento più importante fu l'adozione dei nuovi pneumatici "GK", riempiti di gomma spugnosa e quindi meno vulnerabili ai colpi di armi leggere; d'altro canto tali pneumatici riducevano sia la velocità che l'autonomia del veicolo, nonostante la corazzatura assottigliata.
Le autoblindo BA-3/6 vennero sostituite dal modello BA-10. Tutta questa serie era accomunata dal potente armamento; esse potevano agevolmente mettere fuori combattimento non solo le autoblindo coeve, ma anche i carri. Tuttavia la corazzatura sottile le rendeva vulnerabili al fuoco delle mitragliatrici pesanti e dei cannoni di piccolo calibro.
Una variante ferroviaria, la BA-3ZD, fu realizzata nel 1936, ma rimase allo stato di prototipo; al contrario fu fabbricato un limitato numero di BA-6ZD.
Circa 60 BA-6 vennero consegnate alla Turchia nel 1935. Le due versioni vennero impiegate nella guerra civile spagnola e contro i giapponesi nella battaglia di Khalkhin Gol. Alcune BA-3 e BA-6 impiegate nella guerra d'inverno vennero catturati dai finlandesi e reimpiegati con la denominazione rispettivamente di BAF A (a volte anche BA-32-1) e BAF B. Nelle prime fasi dell'operazione Barbarossa la Wehrmacht impiegò alcune autoblindo Chevrolet AAC-1937, prodotte dallo schieramento repubblicano spagnolo, consegnate ai francesi poco prima della vittoria finale di Francisco Franco e quindi catturate dai tedeschi nella primavera 1940: altro non erano che copie fedeli della BA-3/6. Nell'Armata Rossa infine, nella fasi più tardive della seconda guerra mondiale, le autoblindo della famiglia BA-3/6/10 furono sostituite nel ruolo di veicolo esplorante pesante dai carri leggeri T-60 e T-70.